# Closter
Closter és una població dels Estats Units a l'estat de Nova Jersey. Segons el cens del 2008 tenia 8.659 habitants.

## Demografia
Segons el cens del 2000, Closter tenia 8.383 habitants, 2.789 habitatges, i 2.320 famílies. La densitat de població era de 1.021 habitants/km².
Dels 2.789 habitatges en un 43,3% hi vivien nens de menys de 18 anys, en un 72,9% hi vivien parelles casades, en un 8% dones solteres, i en un 16,8% no eren unitats familiars. En el 14% dels habitatges hi vivien persones soles el 7% de les quals corresponia a persones de 65 anys o més que vivien soles. El nombre mitjà de persones vivint en cada habitatge era de 2,98 i el nombre mitjà de persones que vivien en cada família era de 3,3.
Per edats la població es repartia de la següent manera: un 28% tenia menys de 18 anys, un 4,8% entre 18 i 24, un 28,1% entre 25 i 44, un 26% de 45 a 60 i un 13,1% 65 anys o més.
L'edat mediana era de 40 anys. Per cada 100 dones de 18 o més anys hi havia 91 homes.
La renda mediana per habitatge era de 83.918 $ i la renda mediana per família de 94.543 $. Els homes tenien una renda mediana de 65.848 $ mentre que les dones 39.125 $. La renda per capita de la població era de 37.065 $. Aproximadament l'1,7% de les famílies i el 2,7% de la població estaven per davall del llindar de pobresa.

## Poblacions més properes
El següent diagrama mostra les poblacions més properes.